# 赤化
赤化是自20世纪初沙俄被蘇共推翻後，遗留下来的敏感字眼。

## 簡述
由於世界各地的共产党皆以红色作為主色，故赤化就是指把一個地區納入共產黨的勢力範圍的進程，因此在一些国家里面共产党被其敌对党称为「赤党」。
換句話說，赤化是指进行共产主义或相关类似思想的感染和传播。「赤化」的表现形式就是一些人在原本並非共产党所活跃於的地区宣传其思想，主张跟随该党通过暴力舉事（列宁认为建立无剥削的社会通过暴力革命形式是最直接迅速和有效的）及其他革命形式改变原来的政府和国家组成结构，例如中國赤化、北韓赤化、南越赤化及高棉赤化，為常見宣傳用語。